# Л'Амполя
Л'Ампо́ля (кат. L'Ampolla, вимова літературною каталанською [łəm'pɔʎə]) - муніципалітет, розташований в Автономній області Каталонія, в Іспанії. Код муніципалітету за номенклатурою Інституту статистики Каталонії - 439060. Знаходиться у районі (кумарці) Баш-Ебра (коди району - 09 та BB) провінції Таррагона, згідно з новою адміністративною реформою перебуватиме у складі Ебрської баґарії (округи). 

## Назва муніципалітету
Назва муніципалітету походить від лат. ampŭlla - "пляшка".

## Населення
Населення міста (у 2007 р.) становить 2.662 особи (з них менше 14 років - 11,2%, від 15 до 64 - 67,3%, понад 65 років - 21,5%). У 2006 р. народжуваність склала 35 осіб, смертність - 26 осіб, зареєстровано 17 шлюбів. У 2001 р. активне населення становило 812 осіб, з них безробітних - 38 осіб.

Серед осіб, які проживали на території міста у 2001 р., 1.493 народилися в Каталонії (з них 1.213 осіб у тому самому районі, або кумарці), 241 особа приїхала з інших областей Іспанії, а 261 особа приїхала з-за кордону. 

Вищу освіту має 8,2% усього населення. 

У 2001 р. нараховувалося 807 домогосподарств (з них 25,9% складалися з однієї особи, 32,6% з двох осіб,19,3% з 3 осіб, 15,6% з 4 осіб, 4,6% з 5 осіб, 1,4% з 6 осіб, 0,4% з 7 осіб, 0,2% з 8 осіб і 0% з 9 і більше осіб).

Активне населення міста у 2001 р. працювало у таких сферах діяльності : у сільському господарстві - 14,7%, у промисловості - 12,3%, на будівництві - 11,9% і у сфері обслуговування - 61,1%. 

 У муніципалітеті або у власному районі (кумарці) працює 559 осіб, поза районом - 331 особа.

### Безробіття
У 2007 р. нараховувалося 75 безробітних (у 2006 р. - 82 безробітних), з них чоловіки становили 42,7%, а жінки - 57,3%.

## Економіка

### Підприємства міста

#### Промислові підприємства
| \| Промислові підприємства міста, за сферою діяльності \| Промислові підприємства міста, за сферою діяльності \| Промислові підприємства міста, за сферою діяльності \| \| Рік \| 2002 р. \| 2001 р. \| \| --------------------------------------------------- \| --------------------------------------------------- \| --------------------------------------------------- \| \| Енергетичні та водні ресурси \| 25% \| 25% \| \| Хімія та метали \| 0% \| 0% \| \| Переробка металів \| 33,3% \| 41,7% \| \| Продукти харчування \| 41,7% \| 33,3% \| \| Текстиль \| 0% \| 0% \| \| Виробництво меблів, видання \| 0% \| 0% \| \| Інше \| 0% \| 0% \| \| Усього підприємств \| 12 \| 12 \| |         |         |
| Промислові підприємства міста, за сферою діяльності |         |         |
| Рік | 2002 р. | 2001 р. |
| Енергетичні та водні ресурси | 25%     | 25%     |
| Хімія та метали | 0%      | 0%      |
| Переробка металів | 33,3%   | 41,7%   |
| Продукти харчування | 41,7%   | 33,3%   |
| Текстиль | 0%      | 0%      |
| Виробництво меблів, видання | 0%      | 0%      |
| Інше | 0%      | 0%      |
| Усього підприємств | 12      | 12      |

#### Роздрібна торгівля
| \| Підприємства роздрібної торгівлі міста, за сферою діяльності \| Підприємства роздрібної торгівлі міста, за сферою діяльності \| Підприємства роздрібної торгівлі міста, за сферою діяльності \| \| Рік \| 2002 р. \| 2001 р. \| \| ------------------------------------------------------------ \| ------------------------------------------------------------ \| ------------------------------------------------------------ \| \| Продукти харчування \| 33,9% \| 35% \| \| Одяг та взуття \| 10,7% \| 8,3% \| \| Товари для дому \| 14,3% \| 11,7% \| \| Книги та періодичні видання \| 1,8% \| 3,3% \| \| Промислова хімічна продукція \| 14,3% \| 13,3% \| \| Продукція, пов'язана з транспортними засобами \| 5,4% \| 6,7% \| \| Інше \| 19,6% \| 21,7% \| \| Усього підприємств \| 56 \| 60 \| |         |         |
| Підприємства роздрібної торгівлі міста, за сферою діяльності |         |         |
| Рік | 2002 р. | 2001 р. |
| Продукти харчування | 33,9%   | 35%     |
| Одяг та взуття | 10,7%   | 8,3%    |
| Товари для дому | 14,3%   | 11,7%   |
| Книги та періодичні видання | 1,8%    | 3,3%    |
| Промислова хімічна продукція | 14,3%   | 13,3%   |
| Продукція, пов'язана з транспортними засобами | 5,4%    | 6,7%    |
| Інше | 19,6%   | 21,7%   |
| Усього підприємств | 56      | 60      |

#### Сфера послуг
| \| Підприємства міста, що працюють у сфері послуг, за діяльністю \| Підприємства міста, що працюють у сфері послуг, за діяльністю \| Підприємства міста, що працюють у сфері послуг, за діяльністю \| \| Рік \| 2002 р. \| 2001 р. \| \| ------------------------------------------------------------- \| ------------------------------------------------------------- \| ------------------------------------------------------------- \| \| Гуртова торгівля \| 9,7% \| 12% \| \| Готелі та готельний бізнес \| 31,5% \| 33,3% \| \| Транспорт та зв'язок \| 11,3% \| 10,3% \| \| Посередницькі фінансові послуги \| 3,2% \| 3,4% \| \| Послуги підприємствам \| 2,4% \| 1,7% \| \| Послуги фізичним особам \| 16,1% \| 16,2% \| \| Нерухомість та ін. \| 25,8% \| 23,1% \| \| Усього підприємств \| 124 \| 117 \| |         |         |
| Підприємства міста, що працюють у сфері послуг, за діяльністю |         |         |
| Рік | 2002 р. | 2001 р. |
| Гуртова торгівля | 9,7%    | 12%     |
| Готелі та готельний бізнес | 31,5%   | 33,3%   |
| Транспорт та зв'язок | 11,3%   | 10,3%   |
| Посередницькі фінансові послуги | 3,2%    | 3,4%    |
| Послуги підприємствам | 2,4%    | 1,7%    |
| Послуги фізичним особам | 16,1%   | 16,2%   |
| Нерухомість та ін. | 25,8%   | 23,1%   |
| Усього підприємств | 124     | 117     |

## Житловий фонд
У 2001 р. 5,3% усіх родин (домогосподарств) мали житло метражем до 59 м2, 32,2% - від 60 до 89 м2, 37,4% - від 90 до 119 м2 і
25% - понад 120 м2.

З усіх будівель у 2001 р. 34,2% було одноповерховими, 49,6% - двоповерховими, 9,9
% - триповерховими, 3,6% - чотириповерховими, 0,9% - п'ятиповерховими, 1,4% - шестиповерховими,
0,3% - семиповерховими, 0,1% - з вісьмома та більше поверхами.

## Автопарк
| \| Автомобілі, зареєстровані у місті, за призначенням \| Автомобілі, зареєстровані у місті, за призначенням \| Автомобілі, зареєстровані у місті, за призначенням \| \| Рік \| 2006 р. \| 2005 р. \| \| -------------------------------------------------- \| -------------------------------------------------- \| -------------------------------------------------- \| \| Приватні автомобілі \| 65% \| 64,5% \| \| Мотоцикли \| 5,4% \| 4,5% \| \| Вантажівки \| 24,6% \| 25,3% \| \| Трактори \| 0,6% \| 0,7% \| \| Автобуси та ін. \| 4,5% \| 5% \| \| Усього автомобілів \| 1.525 шт. \| 1.337 шт. \| |           |           |
| Автомобілі, зареєстровані у місті, за призначенням |           |           |
| Рік | 2006 р.   | 2005 р.   |
| Приватні автомобілі | 65%       | 64,5%     |
| Мотоцикли | 5,4%      | 4,5%      |
| Вантажівки | 24,6%     | 25,3%     |
| Трактори | 0,6%      | 0,7%      |
| Автобуси та ін. | 4,5%      | 5%        |
| Усього автомобілів | 1.525 шт. | 1.337 шт. |

## Вживання каталанської мови
У 2001 р. каталанську мову у місті розуміли 91,9% усього населення (у 1996 р. - 95,4%), вміли говорити нею 83,3% (у 1996 р. - 
90,3%), вміли читати 71,6% (у 1996 р. - 76,4%), вміли писати 35,7
% (у 1996 р. - 36,6%). Не розуміли каталанської мови 8,1%.

## Політичні уподобання
У виборах до Парламенту Каталонії у 2006 р. взяло участь 1.095 осіб (у 2003 р. - 1.182 особи). Голоси за політичні сили розподілилися таким чином:
| \| Вибори до Парламенту Каталонії \| Вибори до Парламенту Каталонії \| Вибори до Парламенту Каталонії \| \| Рік \| 2006 р. \| 2003 р. \| \| -------------------------------------- \| ------------------------------ \| ------------------------------ \| \| Конвергенція та Єднання (CiU) \| 54% \| 56,9% \| \| Соціалістична партія Каталонії (PSC) \| 16,3% \| 15,7% \| \| Народна партія (PP) \| 6,6% \| 5,5% \| \| Ініціатива за Каталонію — Зелені (ICV) \| 4,7% \| 4,5% \| \| Республіканська лівиця Каталонії (ERC) \| 16% \| 17,2% \| \| Громадяни — Громадянська партія (C's) \| 0,7% \| 0% \| \| Інші \| 1,8% \| 0,3% \| |         |         |
| Вибори до Парламенту Каталонії |         |         |
| Рік | 2006 р. | 2003 р. |
| Конвергенція та Єднання (CiU) | 54%     | 56,9%   |
| Соціалістична партія Каталонії (PSC) | 16,3%   | 15,7%   |
| Народна партія (PP) | 6,6%    | 5,5%    |
| Ініціатива за Каталонію — Зелені (ICV) | 4,7%    | 4,5%    |
| Республіканська лівиця Каталонії (ERC) | 16%     | 17,2%   |
| Громадяни — Громадянська партія (C's) | 0,7%    | 0%      |
| Інші | 1,8%    | 0,3%    |

У муніципальних виборах у 2007 р. взяло участь 1.357 осіб (у 2003 р. - 1.286 осіб). Голоси за політичні сили розподілилися таким чином:
| \| Муніципальні вибори \| Муніципальні вибори \| Муніципальні вибори \| \| Рік \| 2007 р. \| 2003 р. \| \| -------------------------------------- \| ------------------- \| ------------------- \| \| Конвергенція та Єднання (CiU) \| 61,2% \| 54,6% \| \| Соціалістична партія Каталонії (PSC) \| 13,5% \| 10,9% \| \| Народна партія (PP) \| 10% \| 10,5% \| \| Ініціатива за Каталонію — Зелені (ICV) \| 0% \| 0% \| \| Республіканська лівиця Каталонії (ERC) \| 15,3% \| 12,1% \| \| Громадяни — Громадянська партія (C's) \| 0% \| 0% \| \| Інші \| 0% \| 11,9% \| |         |         |
| Муніципальні вибори |         |         |
| Рік | 2007 р. | 2003 р. |
| Конвергенція та Єднання (CiU) | 61,2%   | 54,6%   |
| Соціалістична партія Каталонії (PSC) | 13,5%   | 10,9%   |
| Народна партія (PP) | 10%     | 10,5%   |
| Ініціатива за Каталонію — Зелені (ICV) | 0%      | 0%      |
| Республіканська лівиця Каталонії (ERC) | 15,3%   | 12,1%   |
| Громадяни — Громадянська партія (C's) | 0%      | 0%      |
| Інші | 0%      | 11,9%   |